# 지방도 제651호선
지방도 제651호선은 충청남도 부여군 부여읍 석목리 대향로로터리와 공주시 신관동 생명과학고교차로를 잇는 충청남도의 지방도이다. 금강을 따라 이어지는 강변도로이다.

## 연혁
- 2003년 2월 14일 : 충청북도 구간 '금남 ~ 부용선' 지정[1]
- 2003년 2월 20일 : 충청남도 부여군 부여읍 석목리와 연기군 금남면 부용리를 잇는 연장 52.7km의 '부여 ~ 금남선' 노선 신설[2]
- 2010년 9월 10일 : 부여군 부여읍 쌍북리 ~ 저석리 6.63km 구간 확장 개통[3]
- 2012년 7월 1일 : 세종시 편입 구간 제외로 노선 단축[4]
- 2012년 9월 14일 : 충청북도 구간인 '금남 ~ 부용선' 폐지[5]

## 주요 경유지
- 부여군
  - 부여읍 대향로로터리 - 정동2 교차로 - 정동교 - 백제보 - 독정교 - 신정 교차로 - 신정교 - 왕진 교차로 - 저석 교차로

- 공주시
  - 탄천면 분강교 - 유하리 - 견동삼거리 - 대학삼거리
  - 이인면 운암리 - 만수리
  - 검상동 - 바우성사거리 - 효자교 - 공주보 - 곰나루교차로 - 웅비탑삼거리 - 정지산터널 - 백제큰다리 - 생명과학고사거리

## 중복 구간
- 부여군 부여읍 신정 교차로 ~ 저석 교차로 : 국도 제40호선과 중복
- 부여군 부여읍 왕진 교차로 ~ 저석 교차로 : 지방도 제645호선과 중복

## 도로명
- 부여군 부여읍 대향로로터리 ~ 신정 교차로 : 북포로
- 부여군 부여읍 신정 교차로 ~ 저석 교차로 : 백제문화로
- 부여군 부여읍 저석 교차로 ~ 공주시 신관동 생명과학고사거리 : 백제큰길